# Фолкхолт, Джессика
Дже́ссика Фо́лкхолт (англ. Jessica Falkholt; 15 мая 1988, Сидней, Новый Южный Уэльс, Австралия — 17 января 2018, там же) — австралийская актриса.

## Биография и карьера
Джессика Фолкхолт родилась 15 мая 1988 года в Сиднее (штат Новый Южный Уэльс, Австралия) в семье шведа Ларса Йорана Фолкхолта (07.01.1948—26.12.2017) и итальянки Вивиан Фолкхолт (в девичестве Понтичелло; 03.01.1957—26.12.2017). У неё была младшая сестра — Аннабелль Фолкхолт (22.04.1996—29.12.2017). Она училась в колледже Гилрой в Касл-Хилле и была награждена Сертификатом Высшей школы в 2006 году. Она получила степень бакалавра искусств в области средств массовой информации и коммуникаций в Университете Нового Южного Уэльса, во время учёбы в котором она сыграла в нескольких театральных постановках, включая мюзикл «Кабаре». После окончания учёбы она работала на Seven Network и Carnival Films, создавая портфолио, снимаясь в телевизионных рекламных роликах.
В 2012 году Фолхолт была принята в Национальный институт драматического искусства (НИДИ). Во время учёбы в нём, она сыграла несколько небольших телевизионных ролей, в том числе в «Хитром бизнесе». Фолхолт окончила НИДИ в 2015 году, а в 2016 году получила роль второго плана Хоуп Моррисон в долгоиграющем сериале «Домой и в путь». В 2017 году она закончила работу над своим первым художественным фильмом, сыграв главную героиню в художественном фильме «Хармони», который вышел в 2018 году. Она также сыграла гостевую роль в драме Nine Network «Клуб укусов». Незадолго до аварии, Фолкхолт закончила съёмки в криминальной драме «Таинственный путь», в которой она сыграла роль Женевьев.

## Автокатастрофа и смерть
26 декабря 2017 года Фолкхолт попала в автокатастрофу вместе со своими родителями, 69-летним Ларсом и 60-летней Вивиан, и младшей сестрой — 21-летней Аннабелль. Родители сестёр погибли на месте. Когда автомобиль загорелся, Джессика и Аннабелль были вытащены из машины живыми, но Аннабелль скончалась три дня спустя, 29 декабря, в Ливерпульском госпитале. 50-летний водитель другого автомобиля, Крейг Энтони Уитолл, также погиб и, как сообщается, был злостным нарушителем ПДД. Его машина не смогла преодолеть кривую на шоссе Принсес, недалеко от въезда в Сассекс-Инлет, и отправилась на путь машины Фолкхолтов. Фолкхолты возвращались домой в Райд после посещения рождественских праздников. Уитолл возвращался домой в Улладуллу, посетив метадоновую клинику в Норе. Полиция расследует, являлся ли препарат фактором в катастрофе среди других факторов.
После аварии Фолкхолт была доставлена в больницу Святого Георгия в Сиднее, где она перенесла операцию, которая включала удаление почки и части черепа. 9 января 2018 года родители и сестра Джессики были похоронены, а на следующий день сама Джессика отключена от аппарата искусственного жизнеобеспечения, что 12 января подтвердил пресс-секретарь госпиталя. Она умерла в больнице 17 января 2018 года в возрасте 29 лет.

## Фильмография
| Год  |     | Русское название  | Оригинальное название | Роль               |
| ---- | --- | ----------------- | --------------------- | ------------------ |
| 2012 | с   | Хитрый бизнес     | Tricky Business       | Nurse              |
| 2016 | с   | Домой и в путь    | Home and Away         | Hope Morrison      |
| 2017 | кор |                   | Green River: Part One | Diana              |
| 2018 | с   | Таинственный путь | Mystery Road          | Genevieve Leclaire |
| 2018 | с   | Покусанные        | Bite Club             | Emma Bailey        |
| 2018 | кор |                   | Trigger Happy         | Jane the actor     |
| 2018 | ф   | Исцеляющая        | Harmony               | Harmony            |